# D-3 (vídeo)

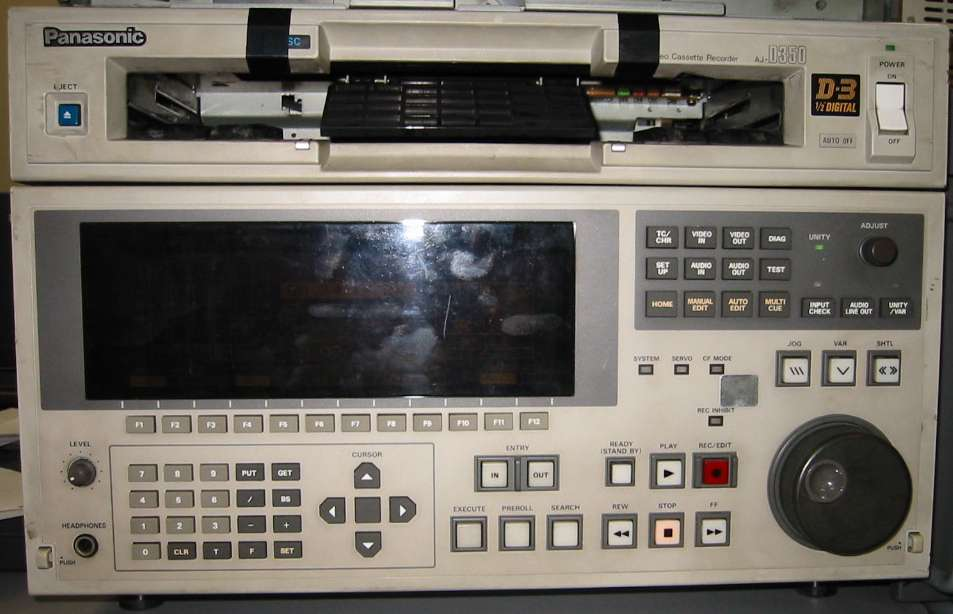
Um VCR da Panasonic, o AJ-D350 D3

O D-3 é um formato de vídeo digital não-comprimido gravado em fita magnética (ou videoteipe) inventado pela NHK, e introduzido no mercado comercial pela Panasonic em 1991, para competir com o formato D-2 da empresa americana Ampex Data Systems Corporation e, para ser uma alternativa de baixo custo para a gravação de mídia digital. Utiliza uma partícula de metal de meia-polegada e que roda a 83.88 mm/s (se comparado com o D-2 de 19 mm e com a velocidade de 131.7 mm/s). Assim como o D-2, o sinal em vídeo composto é sampleado/remixado quatro vezes, com 8 bits por sampleamento. Quatro canais de 48 kHz de 16/20 bits (PCM, Modulação por Codificação de Impulsos) e demais dados auxiliares, são inseridos durante o intervalo anulando vertical (vertical blanking interval).
Algumas aparelhos camcorders faziam o uso deste formato, e este estava apenas direcionado a camcoders do formato digital para o uso de um sistema sem quaisquer perdas de codificação. O formato D-5, introduzido em 1993 também pela Panasonic e, recentemente, nomeado de D-5 HD, usa parte da tecnologia do D-3, rodando aproximadamente em uma velocidade duas vezes maior. 